# Патерсберг
Патерсберг (нем. Patersberg) — община в Германии, в земле Рейнланд-Пфальц. 
Входит в состав района Рейн-Лан. Подчиняется управлению Лорелай.  Население составляет 401 человек (на 31 декабря 2010 года). Занимает площадь 2,65 км².